# 秋山淳
秋山淳（1973年—），就职于日本史克威尔艾尼克斯公司的电子游戏事件导演与编剧。他于1995年加入原史克威尔。在秋山担任《最终幻想VII》事件策划时，他负责有关赤红十三的剧情元素和如月·尤菲过场动画。在担任《放浪冒险谭》事件导演期间，他意图让游戏时间和过场动画见的过渡尽可能流畅。游戏的全多边形图形必须使用精准的镜头移动、角色动画，并使用不同的镜头效果。
秋山在1999年下半年观看了迪士尼的动画电影《泰山》，随后请求《王国之心》总监兼编剧野村哲也让他加入游戏团队。他担任事件策划总监及编剧之一，和其他人负责《泰山》主题化的部分。秋山试图将迪士尼风格的幽默融入游戏，如唐老鸭被开门打扁的场景。他还提议让《最终幻想VIII》角色斯考尔·莱因哈特首次在屏幕登场前，使用莱因的名称来维持悬念。秋山从2002年1月起担任《最终幻想XII》项目的事件导演，负责镜头移动、旁白与动作等诸方面。游戏总监松野泰己在2005年年中辞职时表示，他对包括秋山在内剩下的开发团队怀有很高信心。为了使游戏按时完工，他和编剧渡邊大祐想出的很多情节构思都被迫废弃。

## 作品
| 作品                              | 发行年份 | 系统                    | 职务                       |
| --------------------------------- | -------- | ----------------------- | -------------------------- |
| DynamiTracer                      | 1996     | 超级任天堂              | 事件设计                   |
| 最终幻想VII                       | 1997     | PlayStation、Windows    | 事件设计、滑雪板小游戏设计 |
| 最终幻想战略版                    | 1997     | PlayStation             | 事件设计                   |
| 放浪冒险谭                        | 2000     | PlayStation             | 事件导演                   |
| 王国之心                          | 2002     | PlayStation 2           | 事件策划导演、编剧         |
| 最终幻想战略版Advance             | 2003     | Game Boy Advance        | 事件脚本编辑               |
| 王国之心II                        | 2005     | PlayStation 2           | 特别感谢                   |
| 最终幻想XII                       | 2006     | PlayStation 2           | 事件导演                   |
| 最终幻想XII国际版黄道十二职业系统 | 2007     | PlayStation 2           | 事件导演                   |
| 最终幻想战略版A2 封穴的魔法书     | 2007     | 任天堂DS                | 特别感谢                   |
| 最终幻想XIII                      | 2009     | PlayStation 3、Xbox 360 | 水晶工具开发职员           |
| 最终幻想XIV                       | 2010     | Windows                 | 总部过场动画制作           |
| 最终幻想XV                        | 待定     | PlayStation 4、Xbox One | 事件策划导演               |